# کارو (سیگار)
کارو (به انگلیسی: Karo) یک برند سیگار ایجاد شده در جمهوری دمکراتیک آلمان است؛ که در حال حاضر توسط آلتریا تولید می‌شود. مالک فعلی این برند آلتریا است. این برند در اوایل دهه ۱۹۶۰ پایه‌گذاری گردید.